# Stan Winston
Pour les articles homonymes, voir Winston.
Stanley "Stan" Winston, né le 7 avril 1946 dans le Comté d'Arlington (Virginie) et mort le 15 juin 2008 à Malibu (Californie), est un spécialiste américain du maquillage et des effets spéciaux animatroniques, également réalisateur et producteur.
Il est connu pour avoir travaillé avec des réalisateurs comme Steven Spielberg, Tim Burton, James Cameron ou John Carpenter, et avoir donné vie à des créatures célèbres du cinéma et de la télévision comme les androïdes de la trilogie Terminator, la reine xénomorphe d'Aliens le retour, le Predator dans le film du même nom, les dinosaures de la saga Jurassic Park, et les transformations de la série Manimal.
En 1978, Stan Winston se charge du maquillage des personnages du film The Wiz de Sidney Lumet, où il travaille pour la première fois avec Michael Jackson. Cette collaboration se poursuit en 1996, lorsqu'il réalise le moyen métrage Ghosts.
Stan Winston meurt en 2008, à 62 ans, des suites de la maladie de Kahler. Son décès a été une des raisons du retard d'Universal Pictures et Steven Spielberg pour produire un quatrième opus de la saga Jurassic Park, qui sort finalement en 2015 sous le nom de Jurassic World. Au moment de son décès, Stan Winston travaillait sur les films suivants : Avatar, Shutter Island et Terminator Renaissance. Un hommage lui est rendu au générique de ce dernier.
Son travail perdure à travers sa compagnie nommée Stan Winston Studio (fondée en 1972) et l'école Stan Winston School of Character Arts (fondée par sa famille après son décès).

## Principales réalisations

### Maquilleur
- 1974 : The Bat People de Jerry Jameson
- 1978 : The Wiz de Sidney Lumet[3]
- 1981 : La Main du cauchemar (The Hand) d'Oliver Stone
- 1981 : L'Emprise (The Entity) de Sidney J. Furie
- 1982 : Vendredi 13 : Le tueur du vendredi II (Friday the 13th, part 3 in 3D) de Steve Miner
- 1985 : Terreur froide (Chiller) téléfilm de Wes Craven
- 1991 : Edward aux mains d'argent (Edward Scissorhands) de Tim Burton (également créateur des effets des ciseaux)
- 1992 : Terminator 2 : Le Jugement dernier (Terminator 2 - Judgment Day) de James Cameron
- 1992 : Batman : Le Défi (Batman Returns) de Tim Burton (maquillage du Pingouin et producteur des effets)
- 1994 : Entretien avec un vampire (Interview With the Vampire) de Neil Jordan (maquillage et effets)
- 1996 : L'Île du docteur Moreau (The Island of Dr. Moreau) de John Frankenheimer (maquillage et créations des créatures)
- 2001 : Pearl Harbor de Michael Bay
- 2001 : A.I. Intelligence artificielle (Artificial Intelligence: A.I.) de Steven Spielberg
- 2003 : Terminator 3 : Le Soulèvement des machines (Terminator 3 : Rise of the Machines) e Jonathan Mostow
- 2005 : Constantine de Francis Lawrence
- 2005 : Tideland de Terry Gilliam

### Supervision des effets spéciaux ou effets visuels
- 1982 : The Thing de John Carpenter (l'une des premières animatroniques de l'histoire du cinéma ; avec l'imitation du chien lors de la première scène d'attaque de « La Chose » dans le chenil).
- 1983 : Le Fantôme de l'Opéra (The Phantom of the Opera) téléfilm de Robert Markowitz
- 1983 : Manimal série télévisée créée par Glen A. Larson et Donald R. Boyle
- 1985 : Ghoulies (Ghoulies) de Luca Bercovici (en)
- 1986 : L'invasion vient de Mars (Invaders from Mars) de Tobe Hooper
- 1986 : Aliens le retour (Aliens) de James Cameron
- 1986-1987 : Histoires fantastiques (Amazing Stories) série télévisée de Steven Spielberg - Saison 2, Épisode 8 : La Mauvaise Tête (Go to the Head of the Glass)
- 1987 : Predator de John McTiernan
- 1989 : Leviathan de George P. Cosmatos
- 1989 : Futur immédiat, Los Angeles 1991 (Alien Nation ) de Graham Baker
- 1990 : Predator 2 de Stephen Hopkins
- 1992 : Amazing Stories: Book Two vidéo de Brad Bird et Robert Zemeckis
- 1993 : Jurassic Park de Steven Spielberg
- 1995 : Congo de Frank Marshall
- 1997 : Le Monde perdu : Jurassic Park de Steven Spielberg
- 1998 : Small Soldiers de Joe Dante
- 1999 : Instinct de Jon Turteltaub
- 1999 : Lake Placid de Steve Miner
- 1999 : Inspecteur Gadget (Inspector Gadget) de David Kellogg
- 1999 : La Fin des temps (End of Days) de Peter Hyams
- 1999 : Galaxy Quest de Dean Parisot
- 2001 : A.I. Intelligence artificielle (Artificial Intelligence: A.I.) de Steven Spielberg
- 2001 : Jurassic Park 3 de Joe Johnston
- 2003 : Terminator 3 : Le Soulèvement des machines (Terminator 3 : Rise of the Machines) de Jonathan Mostow
- 2003 : Détour mortel (Wrong Turn) de Rob Schmidt
- 2003 : Big Fish de Tim Burton
- 2005 : Constantine de Francis Lawrence
- 2005 : La Guerre des mondes de Steven Spielberg
- 2008 : Iron Man de Jon Favreau

### Réalisateur
- 1988 : Pumpkinhead : Le Démon d'Halloween (Pumpkinhead)
- 1996 : T2 3-D: Battle Across Time (court-métrage en 3D coréalisé avec John Bruno et James Cameron pour un parc d'attractions)
- 1996 : Ghosts (Michael Jackson's Ghosts) (moyen métrage mettant en vedette Michael Jackson)
- 1990 : Galacticop  (A Gnome Named Gnorm)

### Réalisateur de seconde équipe
- 1984 : Terminator (The Terminator) de James Cameron
- 1986 : Aliens le retour (Aliens) de James Cameron
- 1995 : Congo de Frank Marshall

### Producteur
- 2001 : La Sirène mutante téléfilm de Sebastian Gutierrez
- 2001 : Earth vs. the Spider téléfilm de Scott Ziehl
- 2001 : Comment fabriquer un monstre (How to Make a Monster) téléfilm de George Huang
- 2002 : Teenage Caveman téléfilm de Larry Clark
- 2003 : Détour mortel (Wrong Turn) de Rob Schmidt

### Acteur
- 1986 : A Pocket for Corduroy (téléfilm) de Gary Templeton : Detective Nick
- 2006 : Gentle Lovers (court-métrage) de Gino Caputi : Monsieur Fern

## Distinctions principales
- 1973 : Emmy Award du meilleur maquillage pour le téléfilm Gargoyles
- 1985 : Saturn Award du meilleur maquillage pour Terminator
- 1986 : Oscar des meilleurs effets visuels pour Aliens le retour
- 1987 : Saturn Award des meilleurs effets spéciaux pour Aliens le retour
- 1987 : BAFTA des meilleurs effets spéciaux ou visuels pour Aliens le retour
- 1992 : Oscar des meilleurs effets visuels et Oscar du meilleur maquillage pour Terminator 2 : Le Jugement dernier
- 1992 : Saturn Award des meilleurs effets spéciaux pour Terminator 2 : Le Jugement dernier
- 1992 : BAFTA des meilleurs effets spéciaux pour Terminator 2 : Le Jugement dernier
- 1993 : Saturn Award du meilleur maquillage pour Batman, le défi
- 1994 : Oscar des meilleurs effets visuels pour Jurassic Park
- 1994 : BAFTA des meilleurs effets visuels pour Jurassic Park
- 1994 : Saturn Award des meilleurs effets spéciaux pour Jurassic Park
- 2002 : Saturn Award des meilleurs effets spéciaux pour A.I. Intelligence artificielle

## Sources
1. ↑  Décès d'un génie des effets spéciaux (Allocine)
2. ↑  Stan Winston School
3. ↑  Stan Winston